# John Stewart (Musiker)
John Stewart (* 5. September 1939 in San Diego, Kalifornien; † 19. Januar 2008 ebenda) war ein US-amerikanischer Singer-Songwriter.

## Werdegang
Er begann seine Laufbahn bei dem Folk-Trio Cumberland Three. 1961 nach dem Ausscheiden von Dave Guard wurde er Mitglied beim Kingston Trio. 1967 verließ er das Trio und machte solo weiter, nachdem er den Hit Daydream Believer geschrieben hatte, mit dem The Monkees einen Nummer-1-Hit landeten. 1968 unterstützte er die Präsidentschaftskampagne Robert F. Kennedys, worüber er in seinem Lied The Last Campaign berichtet. Auf der Unterstützungstour lernte er die Folksängerin Buffy Ford kennen, mit der er bis zu seinem Tod verheiratet war. Er starb an den Folgen eines Schlaganfalls.
Mit den Jahren veröffentlichte er zahlreiche Solo-Alben. Sein erfolgreichstes Album Bombs Away Dream Babies erschien 1979 und enthielt seinen größten Hit. Die Single Gold stieg bis auf Platz 5 der US-Hitparade. Auf dieser Single sang Stevie Nicks im Hintergrund, Lindsey Buckingham spielte die Gitarre. 
Thematisch orientierte sich Stewart in seinen Texten an amerikanischen Mythen, denen er die Realität des Lebens in der amerikanischen Gesellschaft gegenüberstellt, „die Jekyll & Hyde-Seiten des weißen amerikanischen Mittelklasse-Traums“. Musikalisch standen seine Balladen in der Tradition von Folk und Country.
Neben dem häufig gecoverten Daydream Believer wurden auch andere Songs von John Stewart von prominenten Folk- und Countrysängern interpretiert, darunter Joan Baez, Rosanne Cash, Nanci Griffith und Tommy Makem. Seine Lieder wurden auch in Filmen verwendet. So sang er sein Lied Ticket for the Wind im Film Das ausgekochte Schlitzohr III.

## Diskografie

### Alben
- 1968: Signals through the Glass (mit Buffy Ford)
- 1969: California Bloodlines
- 1970: Willard
- 1971: Lonesome Picker Rides Again
- 1972: Sunstorm
- 1973: Cannons in the Rain
- 1974: Phoenix Concerts (Livealbum, Wiederveröffentlichung 1990 als The Complete Phoenix Concerts)
- 1975: Wingless Angels
- 1977: Fire in the Wind
- 1979: Bombs Away Dream Babies
- 1980: Dream Babies go Hollywood
- 1980: Forgotten Songs
- 1982: Blondes
- 1984: Trancas
- 1987: Punch the Big Guy
- 1990: American Sketches
- 1990: Neon Beach – Live 1990 (Livealbum)
- 1991: Deep in the Neon – Live at McCabe’s (Livealbum)
- 1992: Bullets in the Hourglass
- 1994: Chilly Winds
- 1995: Airdream Believer
- 1996: The last Campaign
- 1996: The Trio Years
- 1996: Live at the Turf Inn Scotland (Livealbum mit Buffy Ford)
- 1997: Rough Sketches from Route 66
- 1998: Bandera Live-Album
- 1998: Teresa and the lost Songs
- 1999: John Stewart and Darwin’s Army
- 2000: Wires from the Bunker (aufgenommen 1983–85)
- 2003: Havana
- 2007: The Day the River sang
- 2020: Old Forgotten Altars: The 1960s Demos

### Singles
- 1969: Armstrong
- 1979: Gold
- 1979: Midnight Wind
- 1979: Lost Her In The Sun

## Auszeichnungen für Musikverkäufe
| Goldene Schallplatte - Kanada - 1979: für das Album Bombs Away Dream Babies |

| Land/RegionAuszeichnungen für Musikverkäufe (Land/Region, Auszeichnungen, Verkäufe, Quellen) | Gold  | Platin | Verkäufe | Quellen         |
| -------------------------------------------------------------------------------------------- | ----- | ------ | -------- | --------------- |
| Kanada (MC)                                                                                  | Gold1 | —      | 50.000   | musiccanada.com |
| Insgesamt                                                                                    | Gold1 | —      |          |                 |